# Stadio Ennio Tardini
Lo stadio Ennio Tardini è un impianto sportivo di Parma. Adibito in passato a uso polivalente, è oggi utilizzato prettamente per l'attività calcistica. Si tratta del più capiente stadio della città ducale, nonché uno tra gli impianti italiani più vecchi ancora in funzione.

## Storia
Lo stadio parmense è stato costruito per volere di Ennio Tardini, avvocato e presidente del Parma all'inizio degli anni 1920, il quale tuttavia non poté mai vederne l'inaugurazione; a lui venne quindi intitolato l'impianto alla fine dei lavori di costruzione, iniziati con la posa della prima pietra il 31 dicembre 1922 e terminati nel 1924. Negli anni del fascismo è però attestata un'altra denominazione: Polisportivo Walter Branchi. Lo stadio ha subìto importanti modifiche a partire dalla seconda metà degli anni 1980; fino ai primi anni 1990 il Tardini non aveva infatti ospitato gare sportive di rilievo, perciò non aveva necessitato di opere di ristrutturazione.
Nel 1990 la società calcistica parmense è promossa per la prima volta nella massima categoria del campionato italiano, la Serie A. Lo stadio fino ad allora poteva contenere solo 13 500 spettatori, ma per legge doveva contenerne almeno 30 000 e per questo si iniziò a pensare a un impianto alternativo. La prima proposta fu di costruire un nuovo stadio fuori città, a Baganzola; successivamente, però, l'idea venne accantonata e il 29 maggio 1991 fu deciso di ristrutturare il vecchio catino cittadino. La tribuna Petitot, la più importante, fu la prima parte dello stadio che venne ammodernata; toccò poi alla curva Nord, dopo la vittoria del Parma nella Coppa Italia 1991-1992; e infine alla curva Sud l'anno successivo, completando la trasformazione della pianta dello stadio da "ovale" a "squadrata".
Alla fine dei lavori negli anni 1990 la superficie totale dello stadio era di 36725 m² e la sua altezza era di 14 m; la superficie del campo di gioco era di 105 m × 68 m, dimensioni rimaste da allora invariate.
Nell'estate 1997 i posti a sedere erano 29 200, e sempre nello stesso anno vennero riposizionati seggiolini gialloblù.
Nell'estate 2006 è stata rimossa la parte superiore della tribuna Est (i cosiddetti distinti), fatta di tubi Innocenti, per una nuova struttura anch'essa provvisoria; la nuova tribuna ha sedili gialli nella parte inferiore, e blu in quella superiore. Durante gli incontri del Parma la tifoseria di casa occupa abitualmente la curva Nord, dedicata dai supporter stessi alla memoria di Matteo Bagnaresi, mentre quella ospite siede in curva Sud.
Il complesso sportivo è anche sede operativa della società calcistica parmense, e dal 4 febbraio 2017 ospita il "Museo del Parma Ernesto Ceresini", che raccoglie numerosi cimeli della storia del club ed è intitolato al presidente che più a lungo è stato alla guida del sodalizio.
Nell'estate del 2018, in vista del ritorno del Parma in Serie A dopo tre anni, viene rifatto completamente il campo da gioco e vengono installati seggiolini a norma in tutti i settori delle tribune. Dopo questi lavori la capienza viene stabilita a 22.352 posti.
Nel 2019 è stato trovato un accordo con il Comune di Parma per una profonda ristrutturazione dello stadio aggiungendo le coperture alle curve e un completo rifacimento della tribuna Est.

## Utilizzo

### Calcio

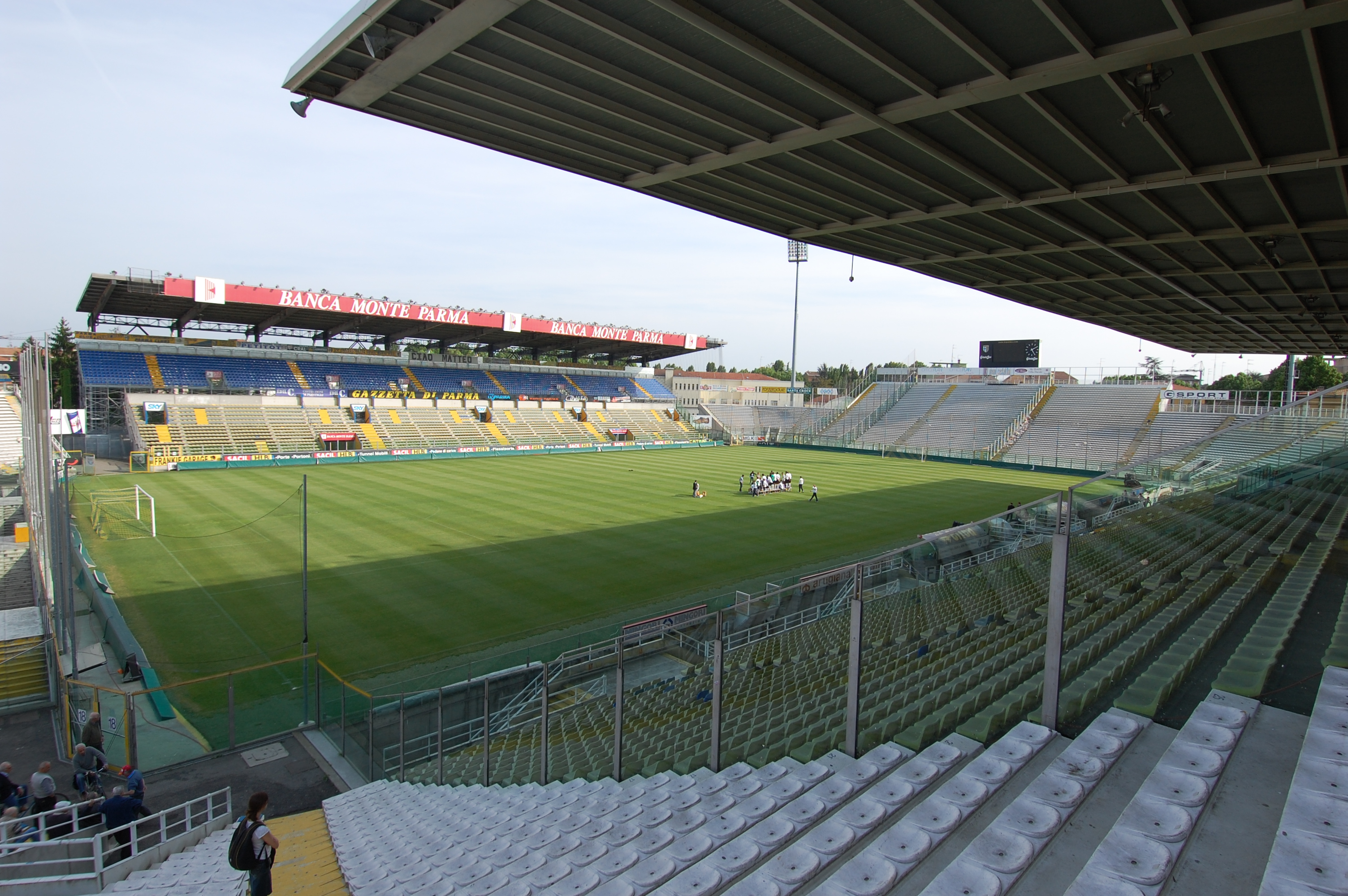
Panoramica sul campo da gioco e sulla tribuna Est

Pur se utilizzato unicamente per gli incontri della principale compagine calcistica cittadina, il Parma, nell'arco della sua storia il Tardini ha ospitato anche diversi incontri casalinghi della nazionale italiana; ciò iniziò a partire dai primi anni 1990, in coincidenza con l'approdo del Parma in Serie A. L'esordio degli azzurri su questo campo avvenne il 27 maggio 1994, per un'amichevole contro la Finlandia, superata 2-0; seguirono negli anni altri due incontri di questo tenore, il 22 aprile 1998 col Paraguay, battuto 3-1, e il 14 novembre 2012 contro la Francia, coi transalpini vittoriosi 2-1 – in quella che rimane l'unica sconfitta italiana in questo stadio, nonché l'ultima apparizione della nazionale a Parma. Un'altra amichevole contro il Lussemburgo, prevista per il 29 maggio 2012, venne annullata a causa del terremoto dell'Emilia.

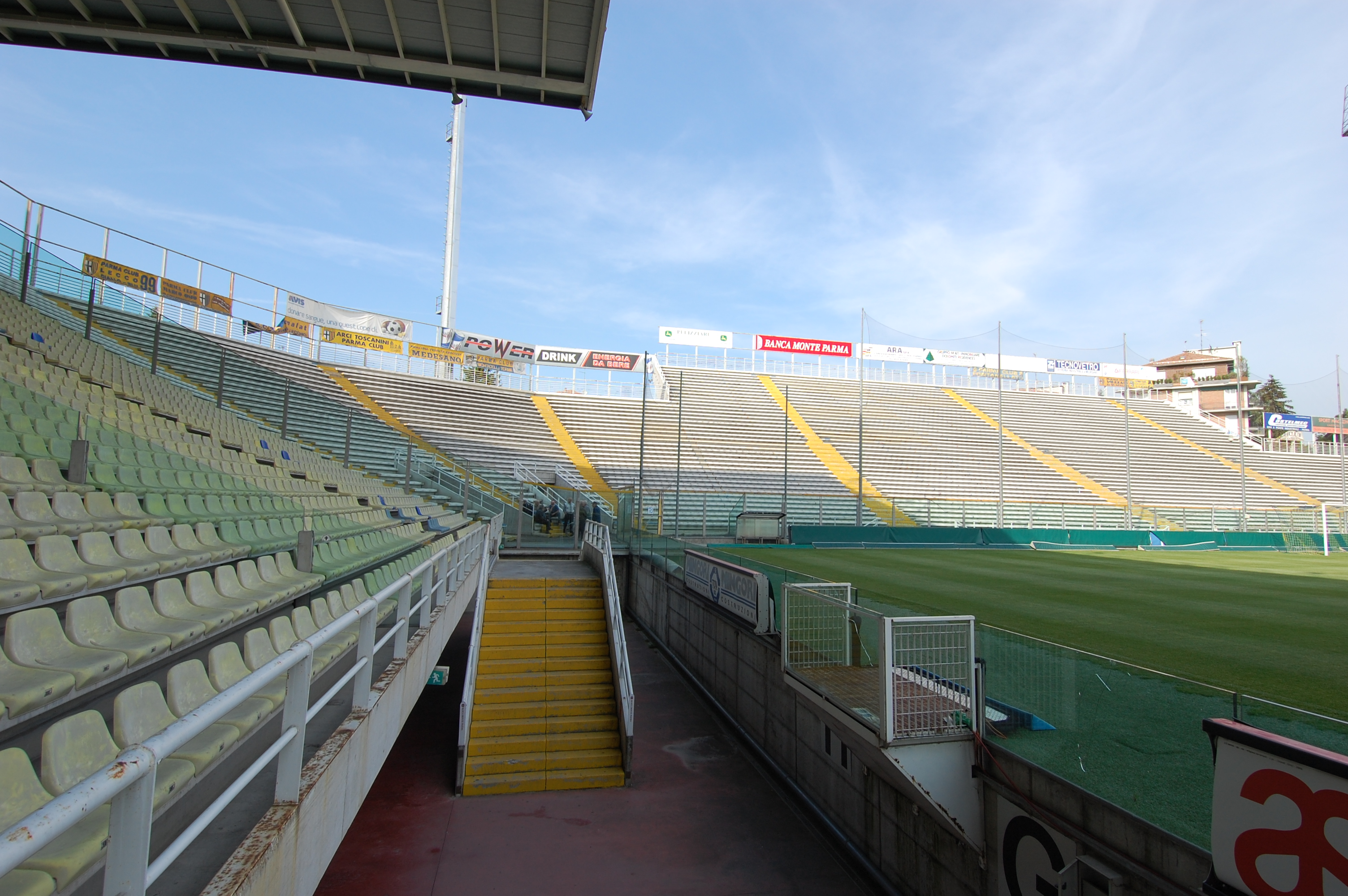
Vista sulla curva Nord, sede del tifo casalingo parmense.

In ambito ufficiale, il Tardini ha invece ospitato la squadra azzurra in tre incontri validi per le qualificazioni mondiali e uno valido per le qualificazioni agli europei, che hanno sempre visto vittoriosi i padroni di casa: l'1-0 all'Ungheria del 6 ottobre 2001, per Corea del Sud-Giappone 2002; il 4-3 alla Bielorussia del 13 ottobre 2004, per Germania 2006; e il 3-2 a Cipro del 14 ottobre 2009, per Sudafrica 2010; il 6-0 al Liechtenstein del 26 marzo 2019, per Euro 2020.
Ha inoltre ospitato la nazionale di San Marino, il 16 giugno 2023, nella gara contro il Kazakistan valida per le qualificazioni all'europeo 2024 e terminata 0-3 per i kazaki.

### Rugby
(Storia del Parma Rugby, cit.)
In passato il Tardini fu sede di gara della squadra di rugby del Parma che in tale impianto vinse tre scudetti (nel 1950, 1954 e 1957) e, successivamente, anche degli Amatori Parma fino a metà degli anni settanta quando entrambe le compagini emigrarono allo stadio "Fratelli Cervi", poi ribattezzato "Sergio Lanfranchi".
Ha ospitato la finale del campionato di A1 di rugby nel 1991.

### Football americano
Nel 1989 il Tardini è stato la sede del IX Superbowl Italiano, finale della Serie A1 FIAF.
È stato usato per alcune partite casalinghe dei Panthers Parma – squadra di football americano fondata nel 1981 – durante la Prima Divisione IFL 2015, 2016, e la Prima Divisione FIDAF 2017.